# Givonne
Givonne é uma comuna francesa na região administrativa de Grande Leste, no departamento Ardenas. Estende-se por uma área de 14,03 km². Em 2010 a comuna tinha 1 072 habitantes (densidade: 76,4 hab./km²).